# Férfi csapat párbajtőrvívás az 1920. évi nyári olimpiai játékokon
Az Antwerpenben megrendezett 1920. évi nyári olimpiai játékokon a férfi csapat párbajtőrvívás egyike volt a 6 vívószámnak. 11 nemzet indult a versenyszámban.

## Csapat összeállítások
| Belgium - Ernest Gevers - Paul Anspach - Félix Goblet d’Alviella - Victor Boin - Joseph De Craecker - Léon Tom - Philippe Le Hardy de Beaulieu - Fernand de Montigny Csehszlovákia - Jan Černohorský - Otakar Švorčík - Zdeněk Vávra - Josef Jungmann - Josef Javůrek Dánia - Otto Bærentzen - Ejnar Levison - Ivan Osiier - Poul Rasmussen - Aage Berntsen - Georg Hegner Franciaország - Alexandre Lippmann - Gustave Buchard - Georges Trombert - Georges Casanova - Louis Moureau - Gaston Amson - Armand Massard Nagy-Britannia - John Blake - George Burt - Martin Holt - Robert Montgomerie - Charles Notley - Edgar Seligman Olaszország - Nedo Nadi - Aldo Nadi - Abelardo Olivier - Dino Urbani - Tommaso Costantino - Tullio Bozza - Giovanni Canova - Andrea Marrazzi - Antonio Allocchio | Hollandia - Arie de Jong - Willem Hubert van Blijenburgh - George van Rossem - Salomon Zeldenrust - Henri Wijnoldy-Daniëls - Jetze Doorman Portugália - António de Menezes - Jorge de Paiva - Rui Mayer - João Sassetti - Henrique da Silveira - Frederico Paredes - Manuel Queiróz Svédország - Nils Hellsten - Gustaf Lindblom - Bertil Uggla - David Warholm Svájc - Henri Jacquet - Léopold Montagnier - Franz Wilhelm - Frédéric Fitting - Eugène Empeyta - Louis de Tribolet - John Albaret - Édouard Fitting Amerikai Egyesült Államok - William Russell - Ray Dutcher - Henry Breckinridge - Arthur Lyon - Robert Sears - Harold Rayner |

## Eredmény

### Elődöntő
| A csoport | A csoport        | A csoport | A csoport | A csoport |
| Helyezés  | Csapat           | Gy        | V         | Kval.     |
| --------- | ---------------- | --------- | --------- | --------- |
| 1         | Franciaország    | 4         | 0         | Q         |
| 2         | Svájc            | 3         | 1         | Q         |
| 3         | Egyesült Államok | 2         | 3         | Q         |
| 4         | Nagy-Britannia   | 1         | 4         |           |
| 5         | Csehszlovákia    | 0         | 5         |           |
| B csoport |                  |           |           |           |
| Helyezés  | Csapat           | Gy        | V         | Kval.     |
| 1         | Belgium          | 4         | 1         | Q         |
| 2         | Portugália       | 3         | 1         | Q         |
| 2         | Olaszország      | 3         | 1         | Q         |
| 4         | Hollandia        | 2         | 2         |           |
| 5         | Dánia            | 1         | 4         |           |
| 6         | Svédország       | 0         | 4         |           |

### Döntő
| Helyezés | Csapat           | Gy | V |
| -------- | ---------------- | -- | - |
| Arany    | Olaszország      | 5  | 0 |
| Ezüst    | Belgium          | 4  | 1 |
| Bronz    | Franciaország    | 2  | 2 |
| 4        | Portugália       | 2  | 2 |
| 5        | Svájc            | 1  | 4 |
| 6        | Egyesült Államok | 0  | 5 |